# L'As de pique (film)
Pour les articles homonymes, voir As de pique (homonymie).
Pour plus de détails, voir Fiche technique et Distribution.
L'As de pique (titre original tchèque : Černý Petr) est un film tchécoslovaque réalisé par Miloš Forman, sorti en 1964 et situé dans la mouvance de la Nouvelle Vague.

## Sujet du film
L'As de pique relate les premières déceptions amoureuses d'un adolescent timide et gauche ainsi que ses difficiles rapports avec le monde des adultes.

## Synopsis
Dans une ville tchécoslovaque au début des années 1960, Petr Vanek, qui tente d'échapper à un père moralisateur et à une mère possessive, entre dans la vie active en tant qu'employé dans un petit magasin en libre-service. Alors qu'il pensait être engagé comme vendeur, sa mission sera en réalité la surveillance de la clientèle et l'interception des voleurs. Seul homme au milieu de vendeuses n'ayant pas leur langue en poche, il se montre maladroit et inefficace dans sa tâche. Soupçonnant un client de vol, Petr le suit en ville avant de décider de ne pas revenir travailler après une vaine poursuite. Il préfère ensuite aller nager en compagnie de deux jeunes apprentis maçons qui le méprisent. Il rencontre une fille de son âge qu'il courtise tout aussi gauchement et inefficacement qu'il a entamé son entrée dans le monde du travail. Pendant un bal, il découvre ensuite les effets de l'alcool. Petit à petit, il tente de trouver sa place dans cet univers parmi les adultes et leur vie routinière.

## Fiche technique
- Titre : L'As de pique
- Titre original : Cerný Petr (traduction française : Pierre le Noir)
- Titre anglais : Black Peter
- Réalisation : Miloš Forman, assistant : Ivan Passer
- Scénario : Miloš Forman et Jaroslav Papoušek
- Producteur : Rudolf Hájek
- Musique : Jiří Šlitr
- Photographie : Jan Němeček
- Montage : Miroslav Hájek
- Décors : Vladimir Macha
- Costumes : Barbora Adolfova
- Société de production : Filmové Studio Barrandov
- Distribution : Ústřední půjčovna filmů (ÚPF) (Tchécoslovaquie)
- Pays d'origine :  Tchécoslovaquie
- Format : 35 mm - Noir et blanc - Mono
- Genre : Comédie dramatique
- Durée : 85 min
- Date de sortie Tchécoslovaquie : 17 avril 1964
- Date de sortie France : 23 novembre 1964 (Semaine du Cinéma Tchèque)[1]

## Distribution
- Ladislav Jakim : Petr
- Pavla Martínková : Aša
- Jan Vostrčil : le père de Petr
- Vladimír Pucholt : Čenda
- Božena Matušková : la mère de Petr
- Pavel Sedláček (cs) : Sako
- Zdeněk Kulhánek : Kudrnáček
- František Kosina : le gérant du libre-service
- Josef Koza : le maître maçon
- Antonín Pokorný : le "voleur"
- Jaroslav Kladrubský : le magasinier
- Františka Skálová : une cliente
- Jaroslav Bendl : Franta Mára
- Majka Gillarová : l'amie d'Aša
- Jaroslava Rážová : une fille
- Dana Urbánková : une fille
- Zuzana Opršalová : (sans nom)
- František Pražá : l'ami de Sako

## Distinctions
- 1964 : Léopard d'or au Festival international de Locarno
- 1964 : Prix Jussi du meilleur réalisateur étranger aux prix Jussi du cinéma finlandais

## Analyse
Miloš Forman forme avec ce film, Concours et Les Amours d'une blonde une sorte de trilogie humoristique dont un des sujets est la jeunesse tchécoslovaque des années 1960.
Petr mène finalement une vie plus qu'ordinaire soulignée par le peu d'action du film qui présente une succession de tableaux apparemment sans liens cohérents. Forman joue sur le comique de situation, la présentation de personnages extrêmement bien typés et leur positionnement des uns envers les autres. La vie quotidienne des Tchèques sert de filigrane au film qui est ainsi un témoignage éloquent de cette période. Les personnages du film font leurs courses dans les premiers magasins libres-services, s'amusent, boivent, dansent, emploient des expressions comme pour dire bonjour, les jeunes se saluent par un ahoj (qui signifie salut) sur lequel ils dissertent longuement.
Les jeunes que Forman nous montre se trouvent inadaptés dans un monde qu'ils espèrent moins conformiste que celui dans lequel vivent les adultes. Malgré leurs antagonismes, ils finissent par se retrouver solidaires. Cependant, ils ont pioché la mauvaise carte, l'as de pique.

## Autour du film
- L'As de pique est le premier long métrage de Miloš Forman.
- À part Vladimír Pucholt, tous les acteurs sont non-professionnels.

### Revue de presse
- José Pena, « L'As de pique », Téléciné no 127, Paris, Fédération des Loisirs et Culture Cinématographique (FLECC), janvier-février 1966, p. 56-57,  (ISSN 0049-3287)
- Gérard Licoche, « L'As de pique », Téléciné no 129, Paris, Fédération des Loisirs et Culture Cinématographique (FLECC), juin-juillet 1966, fiche no 460, p. 15-24,  (ISSN 0049-3287)